# المسيحية في أيرلندا الشمالية

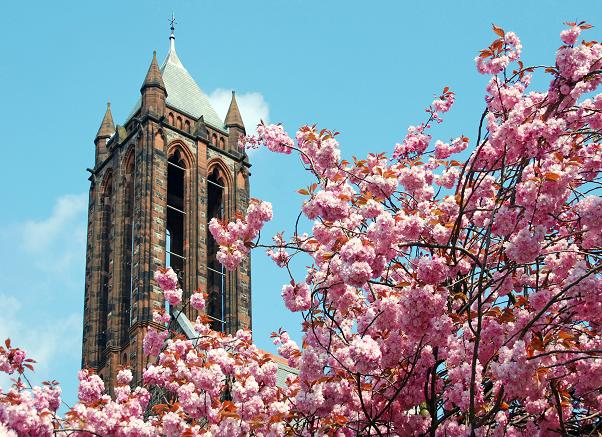
كنيسة أنجليكانية في بلفاست.

المسيحية في أيرلندا الشمالية هي الديانة الرئيسية، حيث أظهرت إحصائية تعود لعام 2011 أن حوالي 82.3% من سكان أيرلندا الشمالية من المسيحيين. أظهرت الإحصائيات الرسميّة لعام 2011 أن 40.8% من تعداد السكان هم من أتباع الكنيسة الرومانية الكاثوليكية، وحوالي 19.1% من أتباع الكنيسة المشيخية، وحوالي 13.7% من أتباع كنيسة أيرلندا وحوالي 3.0% من أتباع الكنيسة الميثودية. في حين بلغت نسبة أعضاء الكنائس المسيحية الأخرى 5.8%. تُحظى البلاد بنسب عالية من حيث التديّن والتردد على الكنائس. وفقًا لمسح تيرفند 2007، كانت أيرلندا الشمالية الجزء الأكثر تدينًا في المملكة المتحدة، مع حوالي 45% من السكان يحضرون الشعائر الدينية في الكنيسة بانتظام.
ظلّت أيرلندا الشمالية لسنوات عديدة موضع صراع عنيف ومرير بين الإيرلنديين الكاثوليك المنادين في الاستقلال والانضمام إلى جمهورية أيرلندا والاتحاديين الموالين للتاج البريطاني الذين يعتبرون أنفسهم بريطانيين وهم من البروتستانت في الغالب، واتخذ هذا الصراع أشكالاً عديدة منها ما كان موسمياً يظهر في فترات الاحتفال بالأعياد الدينية الخاصة بالكاثوليك والبروتستانت. في أواخر العام 1960 أخذت رابطة الحقوق المدنية على عاتقها مواجهة التمييز الطائفي، لتبدأ المظاهرات في بعض المدن ثم تصل في نهاية المطاف إلى العاصمة بلفاست في العام 1968، ليأخذ النزاع يأخذ منحىً أكثر عنفًا تمثل في تشكيل مجموعات قتالية، وبعد قرابة ثلاثة عقود من الحرب الأهلية، نجحت أيرلندا الشمالية في تجاوز الاقتتال الأهلي وتم توقيع اتفاقية الجمعة الحزينة سنة 1998 لإحلال السلام بين كل الأطراف المتنازعة، وعلى رأسها بريطانيا وجمهورية أيرلندا والأحزاب والمجموعات المسلحة في إيرلندا الشمالية برعاية الولايات المتحدة. ووضعت الإتفافية حدًا للصراع الذي استمر إلى أكثر من 25 سنة.

## تاريخ

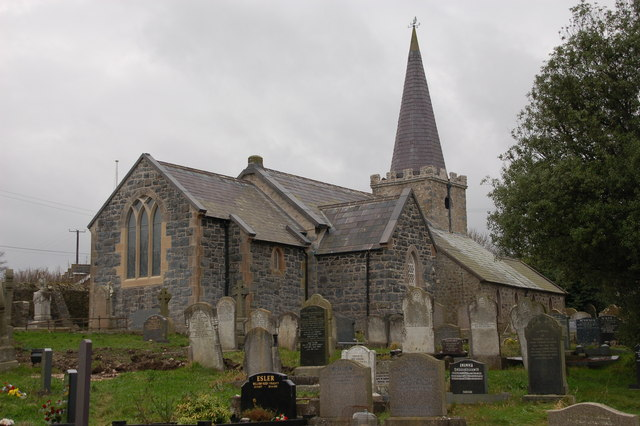
كنيسة القديس باتريك في مقاطعة أنترم.

كانت المنطقة التي أصبحت تُعرف الآن باسم أيرلندا الشمالية أساساً لحرب المقاومة الأيرلندية ضد برامج الإستعمار الإنجليزي في أواخر القرن السادس عشر. أعلن الملك الإنجليزي هنري الثامن مملكة أيرلندا خاضعة للسيطرة الإنجليزية عام 1542، لكن المقاومة الأيرلندية جعلت السيطرة الإنجليزية مجزأة. بعد الهزيمة الأيرلندية في معركة كينسال، فرّت الأرستقراطية الرومانيَّة الكاثوليكيَّة في المنطقة إلى أوروبا القارية عام 1607 وأصبحت المنطقة خاضعة لبرامج الاستعمار الرئيسيَّة من قبل المستوطنين الإنجليز البروتستانت (بشكل رئيسي من الأنجليكان) والاسكتلنديين (المشيخيين بشكل رئيسي). أدى تمرد الأرستقراطيين الأيرلنديين عام 1641 ضد الحكم الإنجليزي إلى مذبحة للمستوطنين في أولستر في سياق حرب اندلعت بين إنجلترا واسكتلندا وأيرلندا أثارها التعصب الديني في الحكومة. انتصارات القوات الإنجليزية في تلك الحرب والمزيد من الانتصارات البروتستانتية في حرب ويليامايت في أيرلندا (1688–1691) قرب نهاية القرن السابع عشر عززت الحكم الأنجليكاني في أيرلندا. لا يزال بعض البروتستانت (الأنجليكان والمشيخيين على حد سواء) في أيرلندا الشمالية يحتفلون بانتصارات حصار ديري (1689) ومعركة بوين (1690).
كان الباباوات إينوسنت الحادي عشر والكسندر الثامن قد دعموا ويليام الثالث ملك إنجلترا بدلاً من عمه ووالد زوجته جيمس الثاني، على الرغم من أن وليام كان بروتستانتي وجيمس كان كاثوليكيًا، بسبب مشاركة ويليام في التحالف مع كل من القوى البروتستانتية والكاثوليكية في أوروبا في الحروب ضد لويس الرابع عشر («ملك الشمس»)، ملك فرنسا القوي الذي كان في صراع مع البابوية لعقود. في عام 1693، اعترف البابا إينوسنت الثاني عشر بجيمس الثاني كملك مستمر لبريطانيا العظمى وأيرلندا بدلاً من ويليام، بعد المصالحة مع لويس الرابع عشر. في عام 1695، وخلافاً لبنود معاهدة ليمريك في أكتوبر عام 1691، تم تمرير سلسلة من القوانين الجزائية من قبل الطبقة السائدة الأنجليكانيَّة في أيرلندا كرد عن الغضب الشديد من اعتراف البابا بجيمس بدلاً من ويليام الثالث ملك إنجلترا، والذي شعر بأنه تعرض للخيانة. كان القصد من القوانين هو الإضرار المادي للمجتمع الكاثوليكي، وبدرجة أقل، المجتمع المشيخي. في سياق التمييز المؤسسي المفتوح، شهد القرن الثامن عشر تطور مجتمعات عسكرية سريَّة في المنطقة والتي عملت أدت إلى توترات طائفية. تصاعدت هذه الأحداث في نهاية القرن التالي بعد حدث معروف باسم معركة الماس، والتي شهدت تفوق الجمعيات الأنجليكانية والمشيخية الزراعيَّة على المدافعين الكاثوليك، مما أدى إلى تشكيل حركة أورانج الأنجليكانيَّة.

### البروتستانتية المهيمنة (1691–1801)

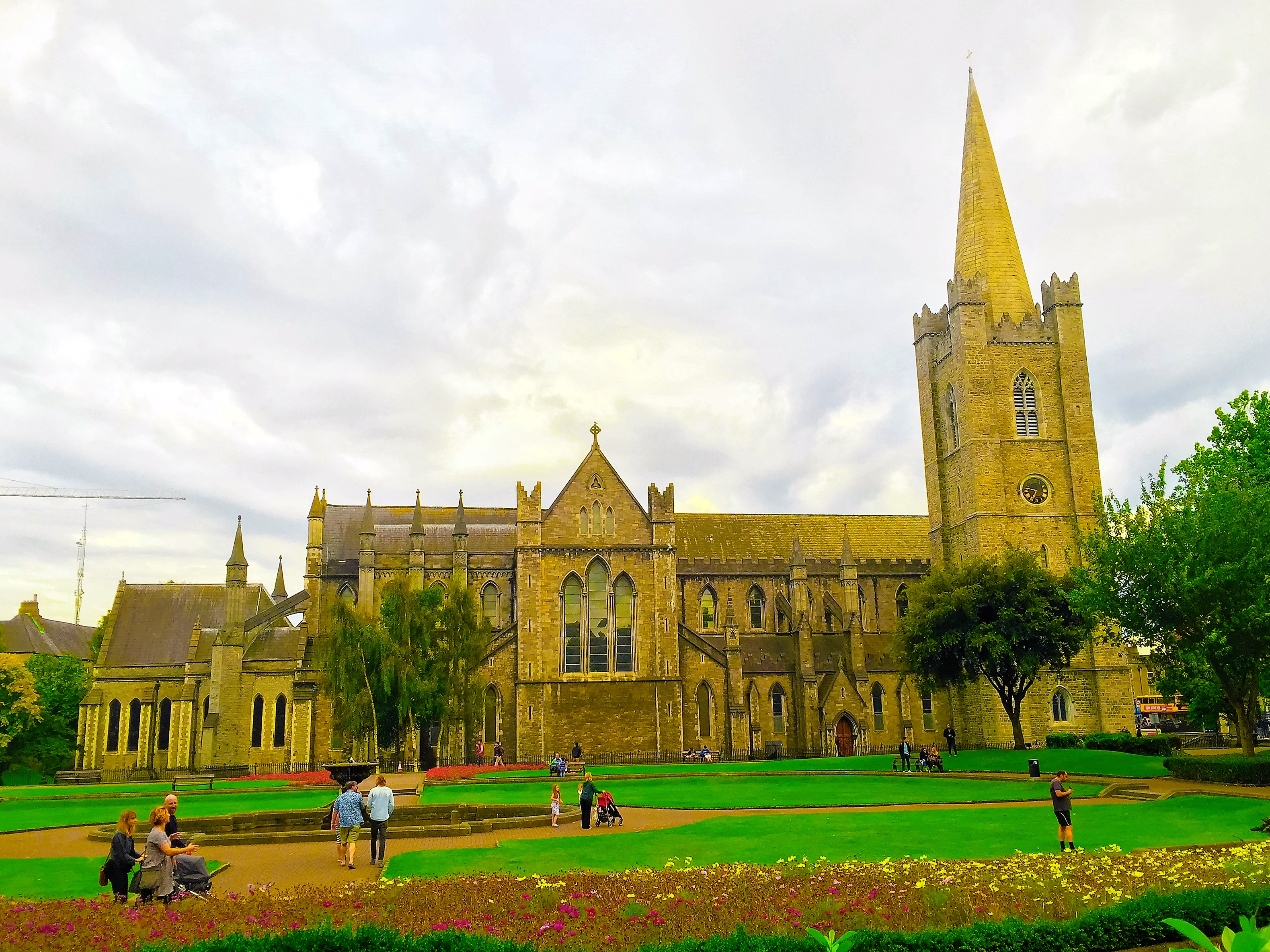
كاتدرائية القديس باتريك في دبلن: مقر الحياة الدينيَّة للأنجلو-إيرلنديين.

من منتصف القرن السادس عشر إلى أوائل القرن السابع عشر، نفذت حكومات التاج المختلفة سياسة مصادرة الأراضي والاستعمار المعروفة باسم المزارع. تم إرسال المستعمرين البروتستانت الاسكتلنديين والإنجليز إلى مقاطعات مونستر وأولستر ومقاطعات لاويس وأوفالي. استبدل هؤلاء المستوطنون البروتستانت بملاك الأراضي الكاثوليك الإيرلنديين الذين تم ترحيلهم من أراضيهم. شكّل هؤلاء المستوطنون الطبقة الحاكمة للإدارات المستقبلية البريطانية المُعيّنة في أيرلندا. تم إدخال العديد من قوانين العقوبات، التي كانت تستهدف الكاثوليك والمعمدانيين والمشيخيين، لتشجيع التحول إلى الكنيسة الأنجليكانية الرسميَّة في أيرلندا. تم ضمان السيطرة الأنجليكانية على أيرلندا من خلال إقرار قوانين العقوبات التي تقيّد الحقوق الدينيّة والقانونيّة والسياسيّة لأيّ شخص (بما في ذلك الكاثوليك والبروتستانت المعارضين كأعضاء الكنيسة المشيخيّة) الذين لم يكونوا على وفاق مع الكنيسة الرسميّة للدولة «كنيسة أيرلندا الأنجليكانيّة». ازداد في الفترة التي بدأ فيها التخلّص التدريجي من قوانين العقوبات خلال الجزء الأخير من القرن الثامن عشر انتشار التنافسُ على الأرض، حيث تمّ في تلك الفترة رفع القيود المفروضة على إمكانيّة الكاثوليك الإيرلنديّين على الاستئجار. نشأت أيضاً توتّرات نتيجة للسماح للرومان الكاثوليك بشراء الأراضي والدخول في صفقات تم حظرها عليهم سابقًا وهو ما أدى إلى ظهور منظّمة «بيب أو داي بويز» الزراعيّة البروتستانتية وجمعيّة «المدافعين» الكاثوليكية، تسبّب ذلك في حدوث استقطاب بين الطوائف وإلى تقليص عدد الإصلاحيين البروتستانت، الذين كانوا –في غالبيّتهم– أكثر تقبّلاً للإصلاح الديموقراطي.
كان غالبية سكان أيرلندا من الفلاحين الكاثوليك. كانوا فقراء للغاية وخاملين إلى حد كبير سياسياً خلال القرن الثامن عشر، حيث تحول العديد من قادتهم إلى البروتستانتية لتجنب العقوبات الاقتصادية والسياسية الشديدة. ومع ذلك، كانت هناك يقظة ثقافية كاثوليكية متزايدة جارية. وضمت البلاد على مجموعتان من البروتستانت. حيث عاش المشيخيون في أولستر في الشمال في ظروف اقتصادية أفضل بكثير من الكاثوليك، ولكن لم يكن لديهم أي سلطة سياسيَّة. وكانت السلطة تحت سيطرة مجموعة صغيرة من العائلات الأنجلو إيرلندية، التي كانت موالية للكنيسة الأنجليكانية في أيرلندا. وكانوا يملكون الجزء الأكبر من الأراضي الزراعيَّة، وكان يعمل لديهم الفلاحين الكاثوليك. عاش العديد من أبنائ هذه العائلات في إنجلترا وكانوا مالكين غائبين، وكان ولائهم لإنجلترا بشكل أساسي. أصبح الأنجلو-إيرلنديين الذين عاشوا في أيرلندا يُعرفون بشكل متزايد بالقوميين الإيرلنديين، وكانوا مستائين من السيطرة الإنجليزية على جزيرتهم. وقد سعى المتحدثون باسمهم، مثل جوناثان سويفت وإدموند بيرك، لمزيد من السيطرة المحلية.

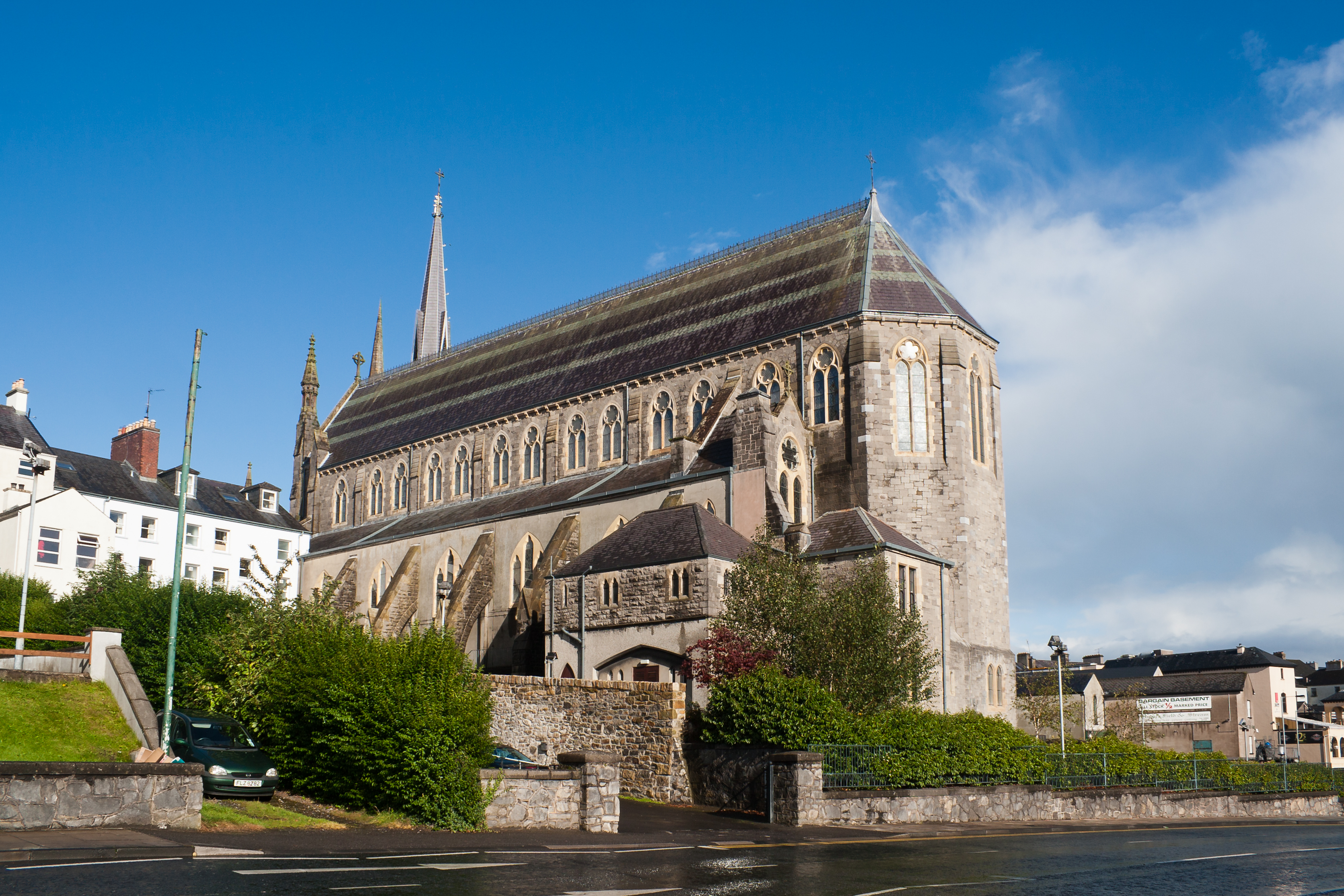
كنيسة الملاك ميخائيل في مقاطعة فيرماناغ.

انتهت المقاومة اليعقوبية في أيرلندا أخيرًا بعد معركة أوغريم في يوليو عام 1691. تم تعزيز القوانين الجزائيَّة التي تم تخفيفها إلى حد ما بعد الإسترداد بشكل أكثر شمولًا بعد هذه الحرب، حيث أرادت النخبة الأنجلو-إيرلندية البروتستانتية والصاعدة التأكد من أن الرومان الكاثوليك الأيرلنديين لن يكونوا في وضع يمكنهم من تكرار تمرداتهم. تم الاحتفاظ بالسلطة من قبل 5% من البروتستانت الذين كانوا ينتمون إلى كنيسة أيرلندا الأنجليكانية. وسيطروا على جميع القطاعات الرئيسية للاقتصاد الأيرلندي، والجزء الأكبر من الأراضي الزراعية، والنظام القانوني، والجامعات، والحكومة المحلية واحتفظوا بأغلبية قوية في مجلسي البرلمان الأيرلندي. لم تثق النخبة الأنجليكانيَّة بقوة المشيخيين في ألستر، وكانوا مقتنعين بأن الكاثوليك يجب أن يكون لهم الحد الأدنى من الحقوق. لم يكن لديهم سيطرة سياسية كاملة لأن الحكومة في لندن كانت لديها سلطة عليا وعاملت أيرلندا مثل مستعمرة متخلفة. عندما تمردت المستعمرات الأمريكية في سبعينيات القرن السابع عشر، انتزعت البروتستانتية المهيمنة تنازلات متعددة لتعزيز قوتها. حيث لم تسعى النخبة البروتستانتية المهيمنة إلى الاستقلال لأنهم كانوا يعلمون أن الكاثوليك يفوق عددهم بشكل كبير وهم يعتمدون في نهاية المطاف على الجيش البريطاني لضمان أمنهم.
بحلول القرن الثامن عشر، أصبحت الطبقة الحاكمة الأنجلو إيرلندية ترى بأيرلندا، وليس إنجلترا، كبلدها الأم. أثار فصيل برلماني بقيادة هنري جراتان علاقة تجارية أكثر مواتاة مع بريطانيا العظمى ومن أجل مزيد من الاستقلال التشريعي للبرلمان الأيرلندي. ومع ذلك، تعطل الإصلاح في أيرلندا بسبب الاقتراحات الأكثر جذرية تجاه منح الكاثوليك الأيرلنديين حق التصويت. تم تمكين هذا جزئيًا في عام 1793، لكن الكاثوليك لم يتمكنوا بعد من أن يصبحوا أعضاء في البرلمان الأيرلندي، أو أن يصبحوا مسؤولين حكوميين. انجذب البعض إلى المثال الأكثر تشددًا للثورة الفرنسية عام 1789. واجه المشيخيون والمعارضون البروتستانت أيضاً الإضطهاد على نطاق أقل، وفي عام 1791 عقدت مجموعة من الأفراد البروتستانت المنشقين، جميعهم باستثناء اثنين من الكنيسة المشيخية، الاجتماع الأول لما سيصبح جمعية الأيرلنديين المتحدة. في الأصل كانوا يسعون إلى إصلاح البرلمان الأيرلندي الذي كان يسيطر عليه أولئك الذين ينتمون إلى كنيسة الدولة، والتماس التحرر الكاثوليكي؛ والمساعدة في إزالة الدين من الحياة السياسيَّة. عندما بدت مُثلهم غير قابلة للتحقيق، أصبحوا أكثر تصميماً على استخدام القوة للإطاحة بالحكم البريطاني وبناء جمهورية غير طائفية. وتوج نشاطهم بالتمرد الأيرلندي عام 1798، الذي تم قمعه دمويًا.
سعى تمرد في عام 1798 بقيادة مجتمع الأيرلنديون المتحدون في بلفاست واستلهام الثورة الفرنسية إلى كسر العلاقات الدستورية بين أيرلندا وبريطانيا وتوحيد الشعب الأيرلندي من جميع الأديان. بعد ذلك، في محاولة لقمع الطائفية وفرض إزالة القوانين التمييزية (ومنع انتشار الجمهورية ذات النمط الفرنسي في أيرلندا)، ضغطت حكومة مملكة بريطانيا العظمى على دمج المملكتين. حكمت الدولة الجديدة، التي تشكلت في عام 1801 ، المملكة المتحدة لبريطانيا العظمى وأيرلندا، من حكومة وبرلمان واحد مقرهما في لندن.

### الاتحاد مع بريطانيا العظمى (1801–1912)

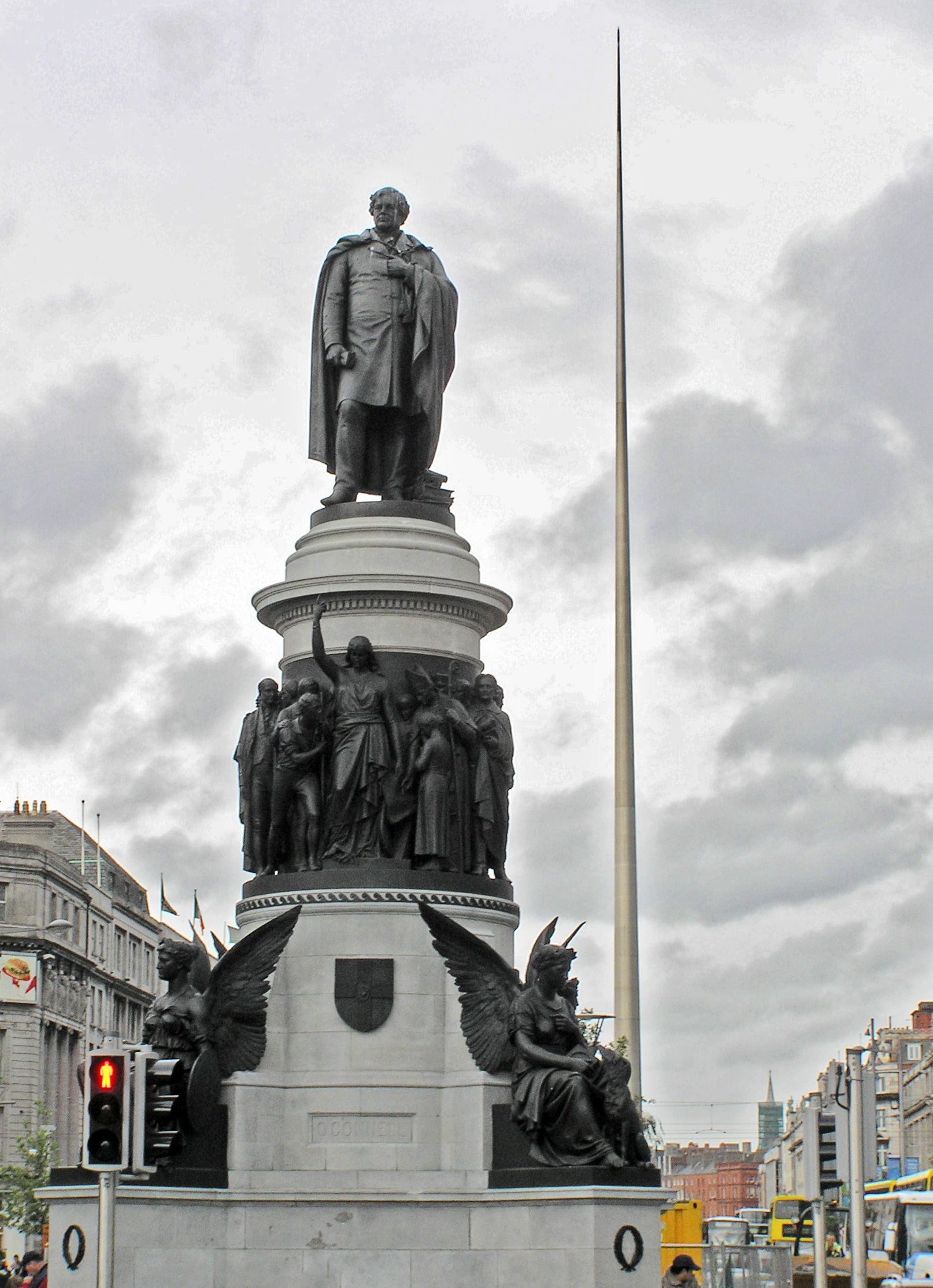
تمثال دانيال أوكونل.

في عام 1800، بعد التمرد الأيرلندي عام 1798، سنَّت البرلمانان الأيرلندي والبريطاني قوانين الاتحاد. أنشأ الاندماج كياناً سياسياً جديداً يُسمّى المملكة المتحدة لبريطانيا العظمى وأيرلندا اعتبارًا من 1 يناير عام 1801. وكان جزء من الإتفاق الذي شكلَّ أساس الاتحاد هو إلغاء القوانين التميزية المُتبقية ضد الرومان الكاثوليك والمشيخيين والمعمدانيين والديانات المنشقة الأخرى في المملكة المتحدة حديثاً. ومع ذلك، فإنَّ الملك جورج الثالث، مستشهدًا بأحكام مرسوم التولية 1701 التي أعاقت محاولات رئيس الوزراء ويليام بيت الأصغر بشكل مثير للجدل وبإصرار. استقال ويليام بيت الأصغر احتجاجاً، لكن خليفته هنري أدينغتون وحكومته الجديدة فشلوا في التشريع لإلغاء أو تغيير مرسوم الاختبار. تبع ذلك أول قانون إصلاح أيرلندي عام 1832، والذي سمح لأعضاء البرلمان الكاثوليك لكنه رفع تأهيل الملكية إلى 10 جنيهات إسترلينية بشكل فعال لإزالة أصحاب الأسهم الأيرلنديين الأكثر فقراً من الامتياز.
في عام 1823، بدأ المحامي الكاثوليكي، دانيال أوكونل، والمعروف في أيرلندا باسم «المحرر»، حملة أيرلندية ناجحة في نهاية المطاف لتحقيق التحرر الكاثوليكي، وأن يحصل على مقعد في البرلمان. وقد توج ذلك بانتخاب دانيال أوكونل الناجح في انتخابات كلير الفرعية، التي أعادت الجهود البرلمانية للإصلاح. تمت الموافقة على قانون الإغاثة الكاثوليكية لعام 1829 من قبل برلمان المملكة المتحدة بقيادة رئيس الوزراء المولود في دبلن آرثر ويلزلي. نجح رجل الدولة الأنجلو-إيرلندي الذي لا يعرف الكلل، وهو سكرتير سابق لأيرلندا، وبطل الحروب النابليونية، في توجيه التشريع بنجاح من خلال مجلسي البرلمان. من خلال التهديد بالاستقالة، أقنع الملك جورج الرابع بالتوقيع على مشروع القانون ليصبح قانونًا في عام 1829. ومع ذلك، أدى الالتزام المستمر للرومان الكاثوليك بتمويل الكنيسة الأيرلندية الأنجليكانية، إلى مناوشات متفرقة لحرب العشور بين الأعوام 1831-1838. تم تفكيك الكنيسة من قبل حكومة وليم غلادستون في عام 1867. وقد أدى استمرار سن الإصلاح البرلماني خلال الإدارات التي تلت ذلك إلى توسيع الامتياز المحدود في البداية.

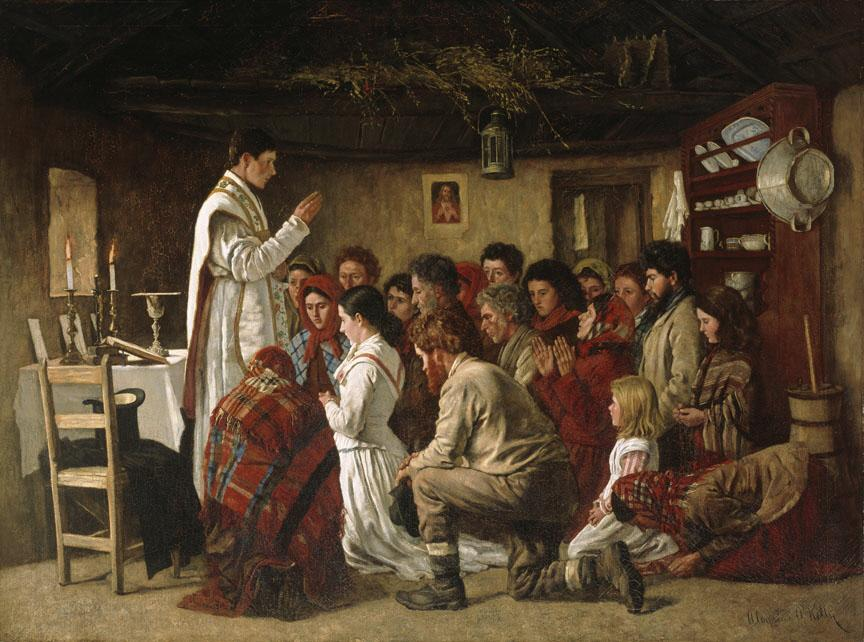
قداس في مقصورة كونيمارا بريشة ألويسيوس أوكيلي، عام 1883. تعود عادة الكهنة الذين يمارس القداس سرًا في منازل الناس إلى عصر قوانين العقوبات. كانت العادة شائعة بشكل خاص في المناطق الريفية.

كان دانيال أوكونل والذي يُعرف بالمحرر وهو أول القادة الأيرلنديين الكبار في مجلس العموم، وبانتصاره الساحق في انتخابات 1828 أجبر الحكومة على أن تقبل قرار التحرير الذي طبق في السنة اللاحقة ليسمح للكاثوليك بأن تكون لهم مقاعد في البرلمان والوظائف العامة. وقد قام بخطة جريئة لدمج ملايين الكاثوليك الأيرلنديين تحت إشراف الكهنة المحليين إلى اتحاد واسع ضد النظام الحالي، وعارض كل تنازل عن المطالب الكاثوليكية من كل حزب معارض في الدولة بغضب، وواصل مساعيه بشكل مستمر، واعتنق مطالب كل الناس، لكنه بقى ضمن حدوده الدستورية، مع ذلك فقد هددت آراؤه بهز كيان المجتمع. نجح بشكل تدريجي في تنفيذ غرضه، فالجمعية الكاثوليكيَّة قد شكلت وكانت صغيرة في بادئ الأمر بدأت تنمو ببطء ولكن بثبات؛ ومحاولات الحكومة والإدارات المحلية لإحباطها فشلت بمهارته في استخدام القوانين بعديد الأنواع؛ وأخيرًا بعد نزاع لسنوات، كل أيرلندا الكاثوليكية وقفت صفًا وراء رجل في منظمة ذات قوة هائلة طالبت بحقوقها.
أدّت مجاعة أيرلندا الكبرى بين عام 1845 وعام 1852 إلى هجرة ملايين الأيرلنديون الكاثوليك إلى إنجلترا واسكتلندا والولايات المتحدة الأميركية وكندا وأستراليا، وقد تركز من ذهب منهم إلى الولايات المتحدة الأميركية في مدن بوسطن وماساتشوسيتس ونيويورك وفيلادلفيا وبينسلفانيا وبالتيمور، ماريلاند، وأصبحوا مسيطرين على صناعة المعادن في بعض المناطق.
بعد تطبيق قانون الحكم المحلي (أيرلندا) لعام 1898 الذي كسر سلطة «المحلفين الكبار» الذين كان يسيطر عليهم المالك، مرر لأول مرة السيطرة الديمقراطية على الشؤون المحلية في أيدي الناس من خلال مجالس المقاطعات المحلية المنتخبة، أدى النقاش حول «حكم المنزل الكامل» إلى توترات بين القوميين الإيرلنديين والنقابيين الإيرلنديين (أولئك الذين فضلوا الحفاظ على الاتحاد). كانت معظم الجزيرة قومية وكاثوليكية وزراعية في الغالب. ومع ذلك، كان الشمال الشرقي في الغالب نقابياً وبروتستانتياً وصناعياً. خشي النقابيون من فقدان السلطة السياسية والثروة الاقتصادية في دولة ريفية، وقومية، وكاثوليكية ذات حكم ذاتي. يعتقد القوميون أنهم سيبقون مواطنين من الدرجة الثانية اقتصاديًا وسياسيًا بدون حكم ذاتي. خارج هذا التقسيم، تطورت حركتان طائفيتان متعارضتان، نظام أورانج البروتستانتي والنظام الكاثوليكي القديم من هايبرنيانز.

### العصور الحديثة
بدأت الأزمة بين الكاثوليك والبروتستانت في التكون وبلغت أشدها عندما أعلن الأيرلنديون دولتهم المستقلة في 1916، إلا أن الجيش البريطاني أخمد التمرد، وتأسس الجيش الجمهوري الأيرلندي مع نهاية الحرب العالمية الأولى ووضع هدفه الرئيسي الانفصال عن بريطانيا، الأمر الذي قاد البرلمان البريطاني إلى تشريع برلمانين وحكومتين محليتين واحدة في الجنوب والأخرى في شمال الجزيرة. لكن استمرار المقاومة الأيرلندية فرض على بريطانيا عام 1921 منح 26 محافظة استقلالها ضمن منظومة الكومونولث، حيث استمر هذا الوضع حتى العام 1949 بموافقة بريطانيا على تأسيس جمهورية أيرلندا المستقلة. بيد أن المقاطعات الست الشمالية، وبحكم الأغلبية البروتستانتية التي صنعتها بريطانيا بتجنيس البريطانيين فيها، فقد صوتت لصالح البقاء كجزء من التاج البريطاني، وظلت تنتخب 12 ممثلا لها في البرلمان البريطاني حتى العام 1972.

#### المشاكل

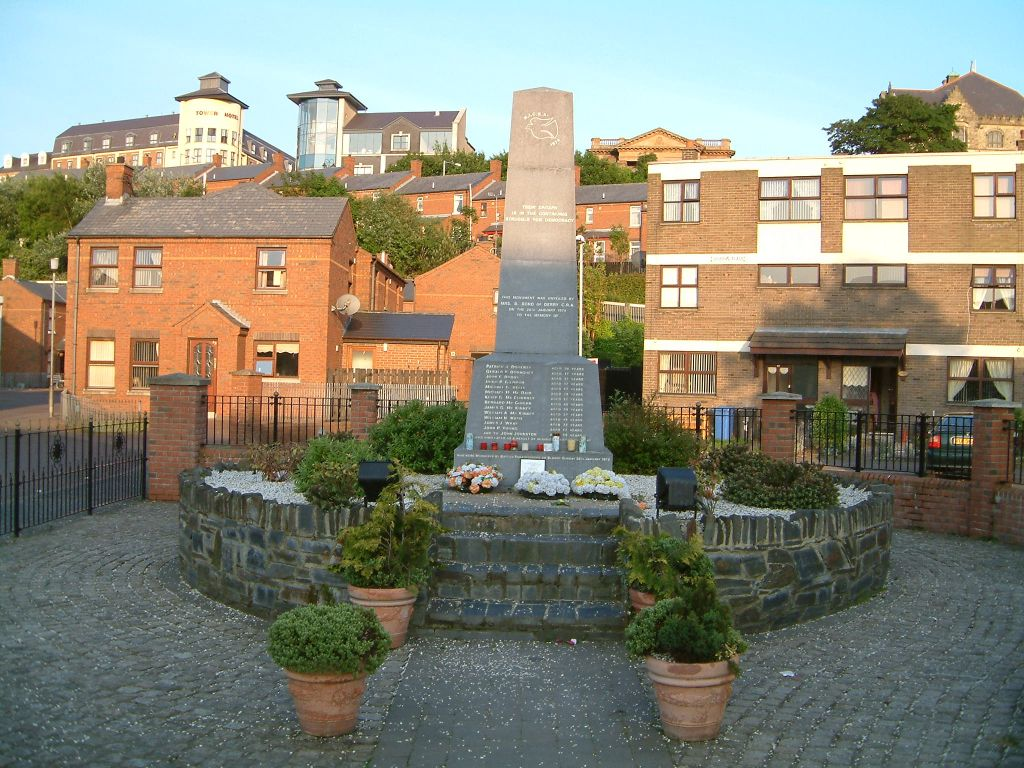
نصب ذكرى الأحد الدامي (1972).

كانت المشاكل (بالأيرلنديَّة: Na Trioblóidí) نزاعًا إثنياً قومياً في أيرلندا الشمالية خلال أواخر القرن العشرين. يُعرف هذا الصراع أيضاً باسم نزاع أيرلندا الشماليّة ويوصف أحيانًا على أنّه «حرب عصابات» أو «نزاع منخفض الحدّة». بدأ الصراع في أواخر ستينيّات القرن العشرين، وعادةً ما يُعتبر أنّه انتهى في عام 1988 من خلال اتّفاق الجمعة العظيمة (أو اتّفاق بلفاست). على الرغم من أنّ النزاع قد بدأ أساساً في إيرلندا الشماليّة إلّا أنّ العنف الناتج عنه قد امتدّ –في بعض الأحيان– إلى أجزاء من جمهوريّة إيرلندا، وإنجلترا، وإلى أوروبّا القارّيّة.
كان الصراع في المقام الأول سياسيّاً وقوميّاً، تغذّيه الأحداث التاريخية، بالرّغم من أنّ الصراع لم يكن صراعاً دينيّاً إلّا أنّه قد كان له بعد عرقيّ أو طائفيّ. كانت القضية الرئيسيّة هي الوضع الدستوري لأيرلندا الشمالية، فقد أراد الاتّحاديّون/ الموالون الأولستريّون –الذين كانوا بمعظمهم من أتباع مذهب البروتستانت– أن تبقى إيرلندا الشماليّة داخل المملكة المتحدة، أمّا القوميون الإيرلنديون/ الجمهوريون، –ومعظمهم من الكاثوليك– فقد أرادوا أن تغادر أيرلندا الشمالية المملكة المتّحدة وتنضمّ إلى أيرلندا الموحّدة.
بدأ النزاع خلال حملة لإنهاء التمييز ضدّ الأقلّيّة الكاثوليكيّة/ القوميّة من قبل الحكومة وقوة الشرطة البروتستانتية/ الاتّحاديّة. من عام 1967 إلى عام 1972، قادت جمعية الحقوق المدنية في أيرلندا الشمالية، التي شكلت نفسها على غرار حركة الحقوق المدنية الأمريكية، حملة مقاومة مدنية للتمييز ضد الكاثوليك في الإسكان والتوظيف والشرطة والإجراءات الانتخابية. تضمن امتياز انتخابات الحكومة المحلية دافعي الأسعار وأزواجهم فقط، وبالتالي استبعد أكثر من ربع الناخبين. في حين أن غالبية الناخبين المحرومين كانوا بروتستانت، كان الكاثوليك ممثلين بشكل مفرط لأنهم كانوا أكثر فقراً ولديهم عدد أكبر من البالغين الذين لا يزالون يعيشون في منزل العائلة. حاولت السلطات قمع هذه الحملة الاحتجاجية، وتمّ اتّهامها باستخدام العنف لتفريق المتظاهرين، كما قوبلت هذه الحملات الاحتجاجيّة بالعنف أيضاً من الموالين الذين زعموا أنّها كانت جبهة جمهوريّة موحّدة. أدّى تصاعد العنف بين الطوائف، والنزاع بين الشباب القوميّ والشرطة، في شهر أغسطس من عام 1969 إلى أعمال شغب، انتشرت على أثرها القوّات البريطانيّة في المنطقة. رحّب بعض الكاثوليك في البداية بدخول الجيش كقوّة تميل لكونها أكثر حياديّة، لكن سرعان ما تغيّر هذا الواقع وتحوّل بنظرهم إلى جيشٍ عدائيّ ومنحاز. أدى ظهور المنظّمات شبه العسكريّة المسلّحة إلى نشوء حرب لاحقة استمرّت لثلاثة عقود.

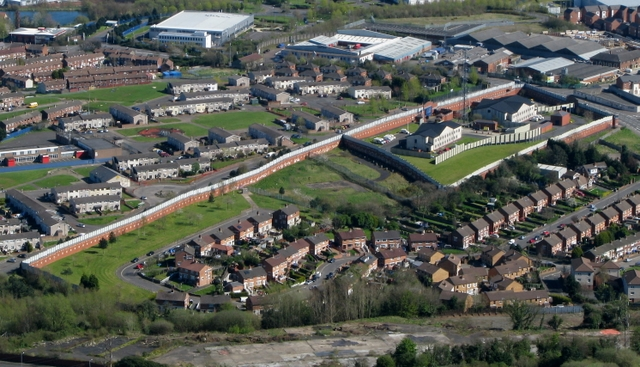
"خط السلام" في بلفاست، الذي يفصل الأحياء البروتستانتية والكاثوليكية عن بعضها البعض.

كان المشاركون الرئيسيون في المشاكل هم الجماعات الجمهوريّة شبه العسكريّة مثل الجيش الجمهوريّ الأيرلنديّ المؤقّت وجيش التحرير الوطنيّ الأيرلنديّ، والجماعات شبه العسكريّة الموالية مثل قوّة متطوّعي أولستر ورابطة الدفاع عن أولستر وقوّات أمن الدولة البريطانية – الجيش البريطاني وشرطة أولستر الملكية؛ والنشطاء السياسيّين والسياسيّين. لعبت قوّات الأمن للجمهورية دورا صغيراً في النزاع أيضاً. نفذت الجماعات شبه العسكريّة الجمهوريّة حملة حرب عصابات ضدّ قوات الأمن البريطانية، فضلاً عن حملة قصف ضد البنية التحتيّة والأهداف التجارية والسياسيّة. استهدف الموالون الجمهوريّون/ القوميّون المجتمع الكاثوليكيّ بشكلٍ عام، في تصرّف زعموا أنّ دوافعه ثأريّة. كانت هناك في بعض الأحيان نوبات من العنف الطائفي المتبادل. تعهّدت قوّات الأمن البريطانية بالقيام بدور الشرطة وبمكافحة تمرّد الجمهوريين بالدرجة الأولى. كانت هناك بعض حالات التواطؤ بين قوات الأمن البريطانية والموالين لها. شملت المشاكل أيضًا العديد من أعمال الشغب والاحتجاجات الجماعيّة وأعمال العصيان المدني، وأدّت إلى عزل إيرلندا الشماليّة وخلق مناطق محظورة.
قُتل خلال النزاع أكثر من 3,500 شخص، 52% منهم من المدنيّين و32% منهم أعضاء في قوّات الأمن البريطانيّة، أمّا الباقين فقد كانوا أعضاءً في التنظيمات شبه العسكريّة. حدثت منذ توقيع اتفاقية الجمعة العظيمة بعض أعمال العنف المتقطّع، بما في ذلك حملة من قبل الجمهوريّين المناهضين لوقف إطلاق النار.

#### السلام

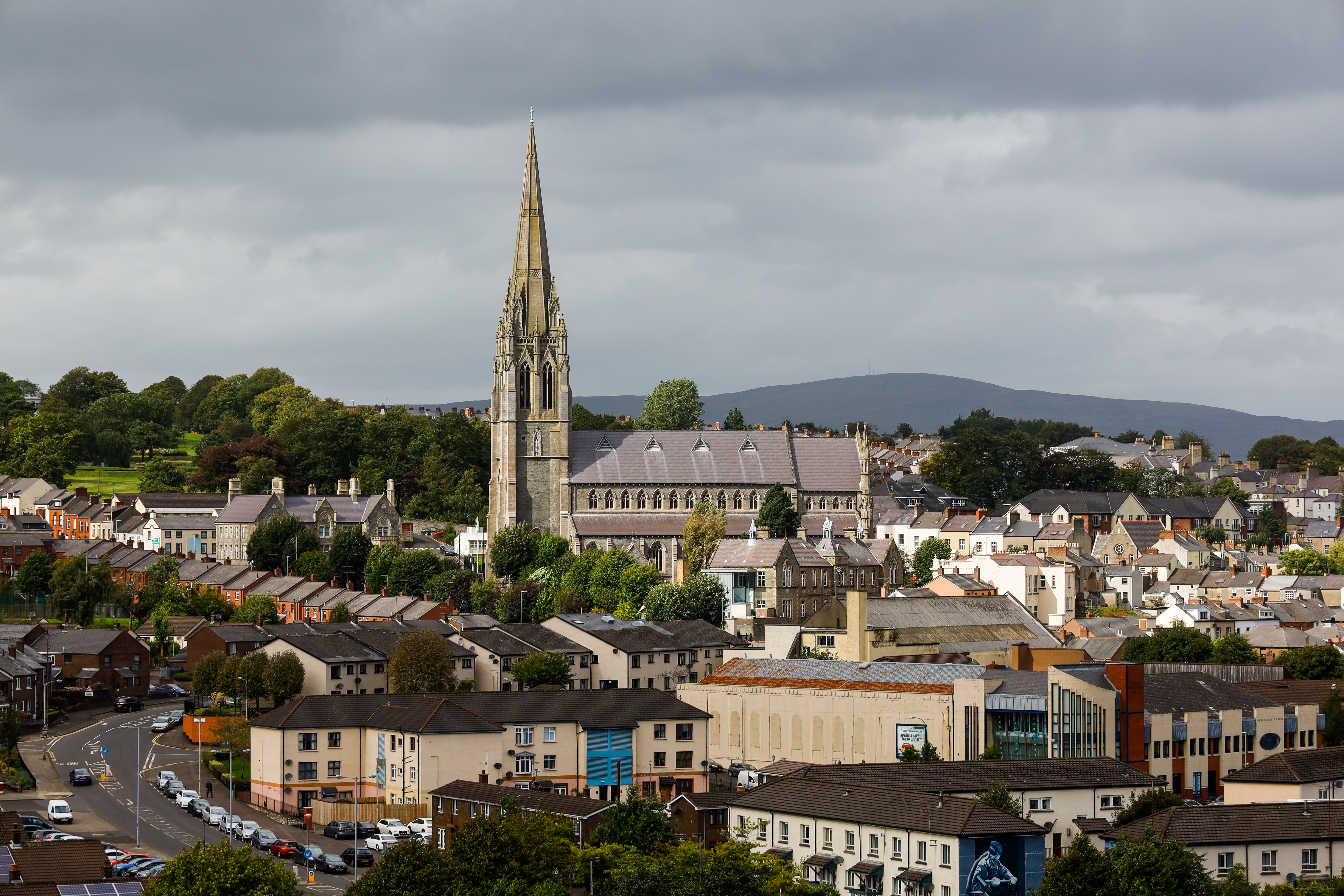
كاتدرائية سانت أوجين في ديري.

لقد تم وضع حد للمشاكل من خلال عملية سلام تضمنت إعلان وقف إطلاق النار من قبل معظم المنظمات شبه العسكرية وتفكيك أسلحتها بالكامل، وإصلاح الشرطة، وما يقابل ذلك من انسحاب لقوات الجيش من الشوارع ومن الحدود الحساسة، كما اتفق عليه الموقعون على اتفاقية بلفاست (المعروفة باسم «اتفاقية الجمعة العظيمة»). كرر هذا الموقف البريطاني الراسخ، الذي لم تعترف به الحكومات الأيرلندية المتعاقبة بشكل كامل من قبل، بأن أيرلندا الشمالية ستبقى داخل المملكة المتحدة حتى تقرر غالبية الناخبين في أيرلندا الشمالية خلاف ذلك. تم تعديل دستور أيرلندا عام 1999 لإزالة مطالبة «الأمة الأيرلندية» بالسيادة على الجزيرة بأكملها (في المادة 2).
المادتان الثانية والثالثة الجديدتان، اللتان أضيفتا إلى الدستور لتحل محل المادتين السابقتين، تقر ضمناً بأن وضع أيرلندا الشمالية وعلاقاتها داخل بقية المملكة المتحدة ومع جمهورية أيرلندا، لن تتغير إلا بموافقة غالبية الناخبين في كل ولاية قضائية. كان هذا الجانب محورياً أيضاً في اتفاقية بلفاست التي تم التوقيع عليها في عام 1998 وتم التصديق عليها عن طريق الاستفتاءات التي أجريت في وقت واحد في كل من أيرلندا الشمالية والجمهورية. في الوقت نفسه، اعترفت الحكومة البريطانية لأول مرة، كجزء من المنظور، بما يسمى «البعد الأيرلندي»: مبدأ أن شعب جزيرة أيرلندا ككل له الحق، دون أي تدخل خارجي، لحل القضايا بين الشمال والجنوب بالتراضي.
المناطق - الكاثوليكية / الجمهورية من جهة والبروتستانتية / الموالية من جهة أخرى - في بلفاست تتميز دائمًا بالأعلام والجرافيتي والجداريات. كان الفصل حاضرًا طوال تاريخ بلفاست ولكن تم الحفاظ عليه مع كل اندلاع للعنف في المدينة. هذا التصعيد في الفصل، أظهر بعض التراجع مؤخراً. أعلى مستويات العزل في المدينة تقع في غرب بلفاست مع وجود لمناطق كثيرة تزيد عن 90% كاثوليكيَّة. على الجهة الأخرى توجد مناطق في شرق بلفاست ذات أغلبية بروتستانتيَّة ساحقة.

## ديموغرافيا

### التعداد السكاني
| الديانة                           | 2001      | 2001  | 2011      | 2011  |
| الديانة                           | تعداد     | %     | تعداد     | %     |
| --------------------------------- | --------- | ----- | --------- | ----- |
| مجمل المسيحيون                    | 1,446,386 | 85.8  | 1,490,588 | 82.3  |
| الكنيسة الرومانية الكاثوليكية     | 678,462   | 40.2  | 738,033   | 40.8  |
| الكنيسة المشيخية                  | 348,742   | 20.7  | 345,101   | 19.1  |
| كنيسة أيرلندا الأنجليكانية        | 257,788   | 15.3  | 248,821   | 13.7  |
| الكنيسة الميثوديَّة                 | 59,173    | 3.5   | 54,253    | 3.0   |
| مسيحيون آخرون                     | 102,221   | 6.1   | 104,380   | 5.8   |
| (مجمل غير الكاثوليك من المسيحيين) | 767,924   | 45.6  | 752,555   | 41.6  |
| أديان أخرى                        | 5,028     | 0.3   | 14,859    | 0.8   |
| لادينية                           | 233,853   | 13.9  | 183,164   | 10.1  |
| لم يعلن عن الديانة                | 233,853   | 13.9  | 122,252   | 6.8   |
| مجمل السكان                       | 1,685,267 | 100.0 | 1,810,863 | 100.0 |

### حسب المناطق
| منطقة       | 2001    | 2001                     | 2001  | 2011    | 2011                     | 2011  |
| منطقة       | كاثوليك | بروتستانت ومسيحيون آخرون | آخرون | كاثوليك | بروتستانت ومسيحيون آخرون | آخرون |
| ----------- | ------- | ------------------------ | ----- | ------- | ------------------------ | ----- |
| أنترم       | 35.2%   | 47.2%                    | 17.6% | 37.5%   | 43.2%                    | 19.2% |
| أردز        | 10.4%   | 68.7%                    | 20.9% | 10.9%   | 65.4%                    | 23.6% |
| أرما        | 45.4%   | 45.5%                    | 9.1%  | 44.8%   | 43.0%                    | 12.2% |
| باليمينا    | 19.0%   | 67.8%                    | 13.3% | 20.4%   | 63.3%                    | 16.3% |
| باليموني    | 29.5%   | 59.1%                    | 11.3% | 29.6%   | 56.7%                    | 13.6% |
| بانبريدج    | 28.6%   | 58.7%                    | 12.7% | 29.4%   | 55.3%                    | 15.3% |
| بلفاست      | 42.1%   | 40.3%                    | 17.5% | 41.9%   | 34.1%                    | 24.0% |
| كاريكفرجس   | 6.5%    | 70.4%                    | 23.1% | 7.6%    | 67.2%                    | 25.2% |
| كاسلري      | 15.8%   | 64.9%                    | 19.3% | 19.5%   | 57.3%                    | 23.2% |
| كوليرين     | 24.1%   | 60.5%                    | 15.4% | 25.0%   | 56.8%                    | 18.2% |
| كوكستاون    | 55.2%   | 38.0%                    | 6.8%  | 55.1%   | 34.0%                    | 11.0% |
| كريجافون    | 41.7%   | 46.7%                    | 11.6% | 42.1%   | 42.1%                    | 15.8% |
| ديري        | 70.9%   | 20.8%                    | 8.4%  | 67.4%   | 19.4%                    | 13.1% |
| داون        | 57.1%   | 29.2%                    | 13.7% | 57.5%   | 27.1%                    | 15.4% |
| دونغنون     | 57.3%   | 34.9%                    | 7.7%  | 58.7%   | 29.8%                    | 11.5% |
| فرمانه      | 55.5%   | 36.1%                    | 8.4%  | 54.9%   | 34.3%                    | 10.8% |
| ليرن        | 22.2%   | 61.9%                    | 15.9% | 21.8%   | 59.7%                    | 18.5% |
| ليمافادي    | 53.1%   | 36.1%                    | 10.7% | 56.0%   | 34.3%                    | 9.7%  |
| لزبورن      | 30.1%   | 53.6%                    | 16.4% | 32.8%   | 47.9%                    | 19.3% |
| ماغيرفيلت   | 61.5%   | 32.0%                    | 6.5%  | 62.4%   | 28.3%                    | 9.3%  |
| مويل        | 56.6%   | 33.8%                    | 9.6%  | 54.4%   | 32.3%                    | 13.3% |
| نيوري ومورن | 75.9%   | 16.4%                    | 7.7%  | 72.1%   | 15.2%                    | 12.7% |
| نيوتاونأبي  | 17.1%   | 64.5%                    | 18.4% | 19.9%   | 57.8%                    | 22.3% |
| شمال داون   | 10.0%   | 64.5%                    | 25.5% | 11.2%   | 60.3%                    | 28.5% |
| أوما        | 65.1%   | 26.3%                    | 8.6%  | 65.4%   | 24.8%                    | 9.8%  |
| استربان     | 63.1%   | 30.9%                    | 6.0%  | 60.1%   | 30.7%                    | 9.2%  |

### حسب العمر
| العمر      | كاثوليك | بروتستانت ومسيحيون آخرون | أديان أخرى | غير منتسبون لديانة |
| ---------- | ------- | ------------------------ | ---------- | ------------------ |
| 0 حتى 4    | 44.3%   | 31.7%                    | 0.9%       | 23.2%              |
| 5 حتى 9    | 45.5%   | 36.1%                    | 0.7%       | 17.7%              |
| 10 حتى 14  | 45.9%   | 37.9%                    | 0.6%       | 15.6%              |
| 15 حتى 19  | 44.8%   | 37.6%                    | 0.6%       | 17.0%              |
| 20 حتى 24  | 43.4%   | 35.2%                    | 0.7%       | 20.7%              |
| 25 حتى 29  | 44.8%   | 33.1%                    | 1.1%       | 21.0%              |
| 30 حتى 34  | 44.0%   | 34.3%                    | 1.4%       | 20.3%              |
| 35 حتى 39  | 41.5%   | 37.8%                    | 1.2%       | 19.5%              |
| 40 حتى 44  | 40.4%   | 41.1%                    | 0.9%       | 17.7%              |
| 45 حتى 49  | 40.0%   | 42.8%                    | 0.8%       | 16.3%              |
| 50 حتى 54  | 39.2%   | 44.9%                    | 0.7%       | 15.1%              |
| 55 حتى 59  | 38.1%   | 46.5%                    | 0.8%       | 14.6%              |
| 60 حتى 64  | 35.8%   | 50.0%                    | 0.7%       | 13.4%              |
| 65 حتى 69  | 33.7%   | 54.4%                    | 0.7%       | 11.2%              |
| 70 حتى 74  | 32.9%   | 56.4%                    | 0.7%       | 10.1%              |
| 75 حتى 79  | 32.0%   | 58.1%                    | 0.6%       | 9.3%               |
| 80 حتى 84  | 30.0%   | 60.0%                    | 0.6%       | 9.3%               |
| 85 حتى 89  | 28.1%   | 61.8%                    | 0.5%       | 9.6%               |
| 90 وما فوق | 25.8%   | 64.0%                    | 0.5%       | 9.6%               |

## الطوائف المسيحية

خريطة تظهر انتشار الكاثوليكية (اللون الأزرق) والبروتستانية (اللون الأحمر) في أيرلندا الشمالية حسب إحصائية عام 2011.

المسيحية هي الدين الرئيسي في أيرلندا الشمالية، أظهر التعداد السكاني عام 2011 في المملكة المتحدة أن نسبة 41.6% من السكان من أتباع الطوائف البروتستانتية وحوالي 40.8% من أتباع الكنيسة الكاثوليكية، في حين أنَّ 16.7% من السكان لا ينتمون لأي ديانة. من حيث الخلفية الدينية للمجتمع، أظهر التعداد السكاني عام 2011 أن حوالي 48.4% من سكان أيرلندا الشمالية جاء من خلفية أو أصول بروتستانتية، 45.1% من خلفية أو أصول كاثوليكية، 6.2% من خلفية غير مسيحية. الكنيسة الرومانية الكاثوليكية هي أكبر كنيسة في أيرلندا الشمالية من ناحية العدد وذلك على الرغم من وجود عدد أكبر من البروتستانت بشكل شامل (إن تم شمل كل المذاهب البروتستانتية مجتمعة).
ظلّت إيرلندا الشمالية لسنوات عديدة موضع صراع عنيف ومرير بين الإيرلنديين الكاثوليك المنادين في الاستقلال والانضمام إلى جمهورية أيرلندا والاتحاديين الموالين للتاج البريطاني الذين يعتبرون أنفسهم بريطانيين وهم من البروتستانت في الغالب، واتخذ هذا الصراع أشكالاً عديدة منها ما كان موسمياً يظهر في فترات الاحتفال بالأعياد الدينية الخاصة بالكاثوليك والبروتستانت. في أواخر العام 1960 أخذت رابطة الحقوق المدنية على عاتقها مواجهة التمييز الطائفي، لتبدأ المظاهرات في بعض المدن ثم تصل في نهاية المطاف إلى العاصمة بلفاست في العام 1968، ليأخذ النزاع يأخذ منحىً أكثر عنفًا تمثل في تشكيل مجموعات قتالية، وبعد قرابة ثلاثة عقود من الحرب الأهلية، نجحت أيرلندا الشمالية في تجاوز الاقتتال الأهلي وتم توقيع اتفاقية الجمعة الحزينة سنة 1998 لإحلال السلام بين كل الأطراف المتنازعة، وعلى رأسها بريطانيا وجمهورية أيرلندا والأحزاب والمجموعات المسلحة في إيرلندا الشمالية برعاية الولايات المتحدة. ووضعت الإتفافية حدًا للصراع الذي استمر إلى أكثر من 25 سنة.

### الكنيسة الكاثوليكية

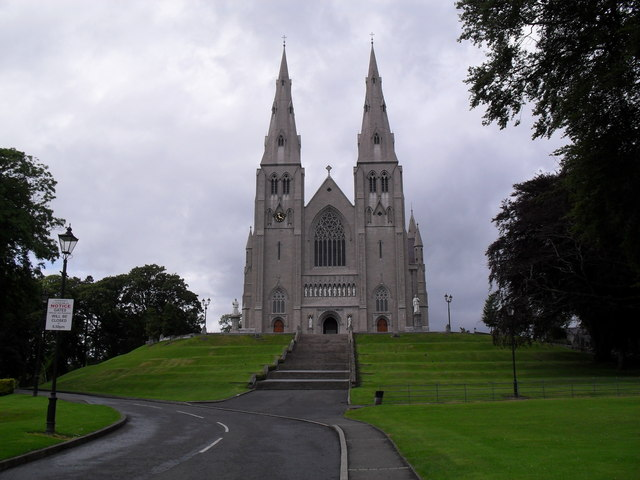
كاتدرائية القديس باتريك الكاثوليكيَّة في أرماه.

الكنيسة الكاثوليكية الإيرلنديَّة هي جزء من الكنيسة الكاثوليكية العالمية في ظل القيادة الروحية للبابا في روما، وفقاً لتعداد السكان عام 2011 شكل أتباع الكنيسة الرومانية الكاثوليكية حوالي 41.0% من السكان أي حوالي 738,033 نسمة. الكنيسة الكاثوليكية هي أكبر كنيسة فردية، على الرغم من وجود عدد أكبر من البروتستانت بشكل عام. تنقسم الكنيسة إلى أربع مقاطعات كنسيَّة على الرغم من أنها لا تتوافق مع التقسيم السياسي الحديث لأيرلندا. يقع مقر رئيس أساقفة أرماه في كاتدرائية سانت باتريك في أرماه. لعبت الكنيسة الكاثوليكية دور في الحفاظ على الفكر والحضارة في أيرلندا في عدد من المستوطنات الرهبانية مثل سيكينغ في أيرلندا، حيث كان الرهبان يعرفون القراءة والكتابة وحافظوا على المخطوطات والأعمال الشعرية والعلمية والفلسفية التي تعوج إلى العصور القديمة الغربية، وبالتالي حافظوا على تراث أوروبا الغربية. توماس كاهيل، في كتابه كيف حافظ الأيرلنديون على الحضارة، يجادل ان أحد أسباب انقاذ الحضارة الغربية يعود بسبب حفاظ رهبان أيرلندا على الحضارة.
منذ تأسيس النظام السياسي في أيرلندا الشمالية، عدّ الكاثوليك أنفسهم أيرلنديون أكثر من كونهم بريطانيين. وعندما تأسست جمهورية أيرلندا دعم كاثوليك أيرلندا الشماليَّة الحركة الإستقلاليَّة التي جلبت الاستقلال للجنوب عام 1921، وأحتفظت الكنيسة الرومانية الكاثوليكية بمنزلة خاصة في جمهورية أيرلندا. بينت الدراسات وجود علاقة احصائية بين الكاثوليك والحركات العماليَّة. وقد أشارت العديد من الدراسات والمسوحات التي أجريت بين عام 1971 وعام 2006 إلى أنَّ غالبية الرومان الكاثوليك في أيرلندا الشمالية يعتبرون أنفسهم في الأساس أيرلنديين. وجد استطلاع عام 2008 أن 61% من الكاثوليك وصفوا أنفسهم بأنهم أيرلنديون، مع 25% عرفوا أنفسهم أنهم كأيرلنديون شماليون، وقال 8% أنهم بريطانيين وعرَّف 1% أنفسهم كأولستر. لم تتغير هذه الأرقام إلى حد كبير عن نتائج عام 1998.

### البروتستانتية

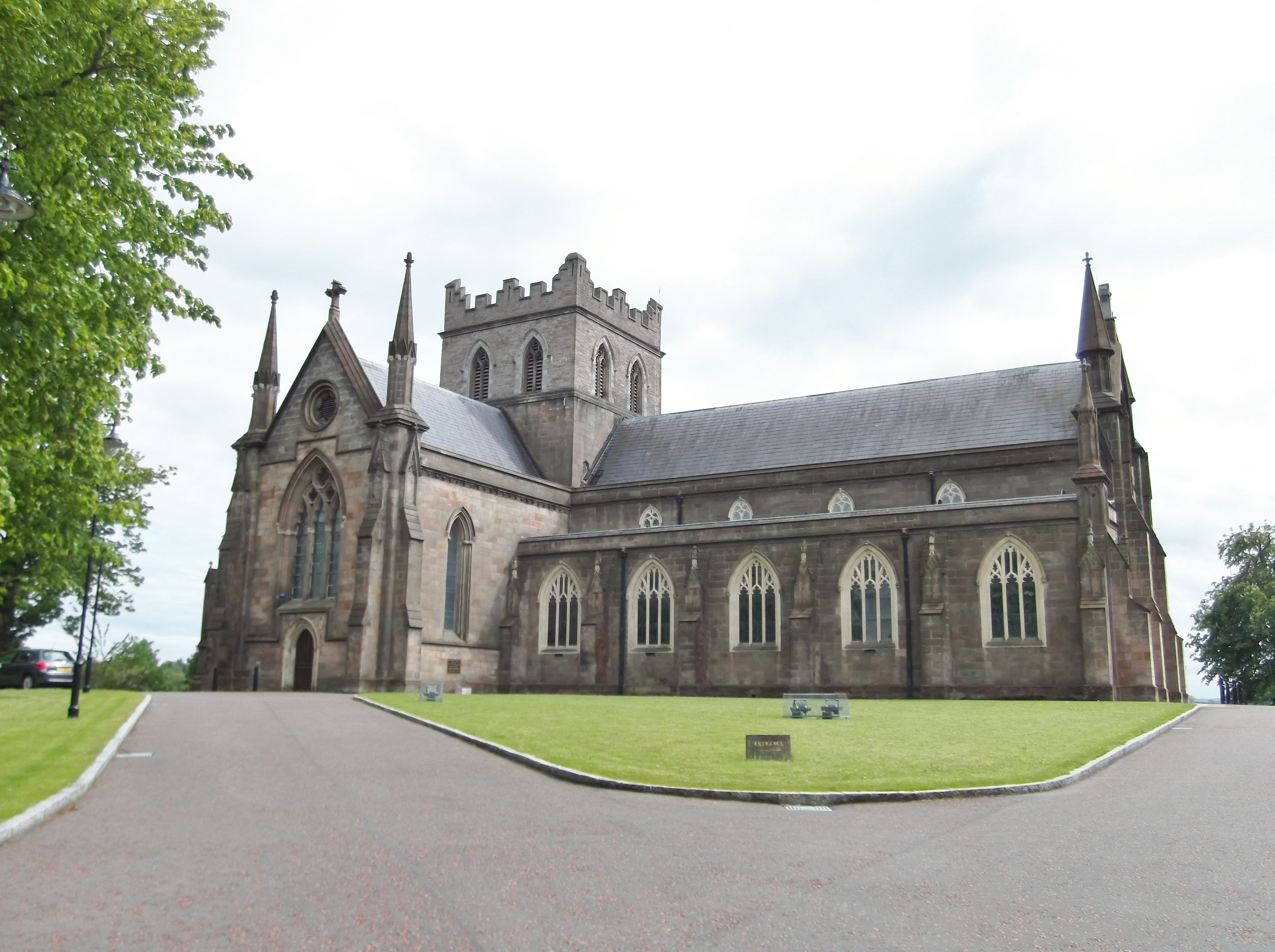
كاتدرائية القديس باتريك الأنجليكانية في أرماه.

تشكل الكنيسة المشيخية أكبر الطوائف البروتستانتية في البلاد، ويشكل أتباعها حوالي 19.1% أي حوالي 345,101 نسمة. ترتبط الكنيسة المشيخية في أيرلندا، ارتباطًا وثيقًا مع كنيسة اسكتلندا من حيث اللاهوت والتاريخ. ويتبعها من حيث العدد كنيسة أيرلندا (الانجليكانية) التي كانت الكنيسة الرسمية للدولة إلى أن تم تفكيكها من قبل الكنيسة الأيرلندية مع قانون 1869، ويصل عدد أتباعها بحسب التعداد السكاني لعام 2011 حوالي 248,821 نسمة أو 13.8% من مجمل السكان. وتأتي في المرتبة الثالثة الكنيسة المثيودية ويشكل أتباعها حوالي 54,253 من السكان أي 3.0%. هناك جماعات بروتستانتيَّة أصغر، ولكنها في نمو مثل رابطة الكنائس المعمدانية وجماعة الله.
بروتستانت أولستر (بالإنجليزية: Protestants of Ulster)‏ هي عرقية دينية تقطن في أولستر. معظم بروتستانت أولستر هم من نسل المستوطنين البروتستانت الذين وصلوا أولستر بلانتيشن في القرن السابع عشر، ومعظمهم من الأراضي المنخفضة الاسكتلندية والشمالية الإنجليزية. العديد من بروتستانت أولستر أصولهم إنجليزية، اسكتلنديّة، وليزيّة، إيرلنديّة وهوغونوتيّة. وقد لعبت الخلافات بين البروتستانت أولستر والإيرلنديين الكاثوليك دورًا رئيسيًا في تاريخ أولستر منذ القرن السابع عشر وحتى يومنا هذا، وخصوصًا خلال بلانتيشن، وفتح كرومويل لأيرلندا، الثورة المجيدة، وفترة الثورية الإيرلندية والاضطرابات. عندما أصبحت بلفاست صناعية في القرن التاسع عشر، جذبت البلاد المزيد من المهاجرين البروتستانت القادمين من اسكتلندا. بعد تقسيم أيرلندا في عام 1920، أطلقت الحكومة الجديدة لأيرلندا الشمالية حملة لإغراء البروتستانت من الدولة الأيرلندية الحرة للانتقال إلى أيرلندا الشمالية، مع تحفيز من خلال العمل في وظائف الدولة والإسكان، وتدفق نتيجة لذلك أعداد كبيرة من البروتستانت. معظم البروتستانت أولستر هم أتباع الكنيسة المشيخية (عادًة من أصول اسكتلندية) أو الأنجليكانية (عادةً من أصول إنجليزية).
كان لإنتصار البروتستانتية في بريطانيا وفشلها في أيرلندا جعل المذهب فارقاً رئيسياً بين المستوطنين والسكان الأصليين. لقد كانت البروتستانتية في بدايتها تغييراً على مستوى الأسرة الحاكمة والنخبة في البلاط وليس على الشعب، ولم يكن للطوائف البروتستانتية التي تشكلت في أوروبا تأثيراً في أيرلندا قبل عام 1580. ولم تنجح عملية فرض مبدأ الناس على دين ملوكهم في أيرلندا، وحدث استقطاب عقائدي كنسي واجتماعي، وبناء عليه، حصلت مذهبة مزدوجة وتطييف مزدوج كاثوليكي بروتستانتي. ولم تتمكن إليزابيث الأولى ملكة إنجلترا من فرض البروتستانتية على المجتمع والثقافة في أيرلندا بعد احتلالها، بما ذلك التعليم. وكانت عملية نشر المذهب البروتستانتي تتم من أعلى مدعومة بعناصر إنجليزيَّة جديدة تستوطن في إنجلترا ضد العناصر الإنجليزية المستوطنة قبلها، أمّا المذهبة الكاثوليكية في أيرلندا فقد كانت جارية من الأسفل. كانت الأغلبية البروتستانية تخشى الإنضمام إلى أيرلندا الموحدة والتحول إلى أقليَّة، خاصةً أن دستور أيرلندا يتبنى بعض عناصرة الثقافة الدينية الكاثوليكية، ومنها منع الطلاق والإجهاض، ومن ناحية أخرى، فإنَّ وجود أكثرية ثابتة في أيرلندا الشمالية لا يمنح دوافع للبروتستانت للتسويات والحلول الوسطى مع الكاثوليك. ولا شك أن البروتستانتية في أيرلندا الشمالية تتصرف بوصفها طائفة أو أقلية مما يساهم في تصليب تماسكها بوصفها طائفة. بينت الدراسات وجود علاقة احصائية بين الوطنية المحافظة والطائفية البروتستانتية.

## الصراع الطائفي

### خلفية

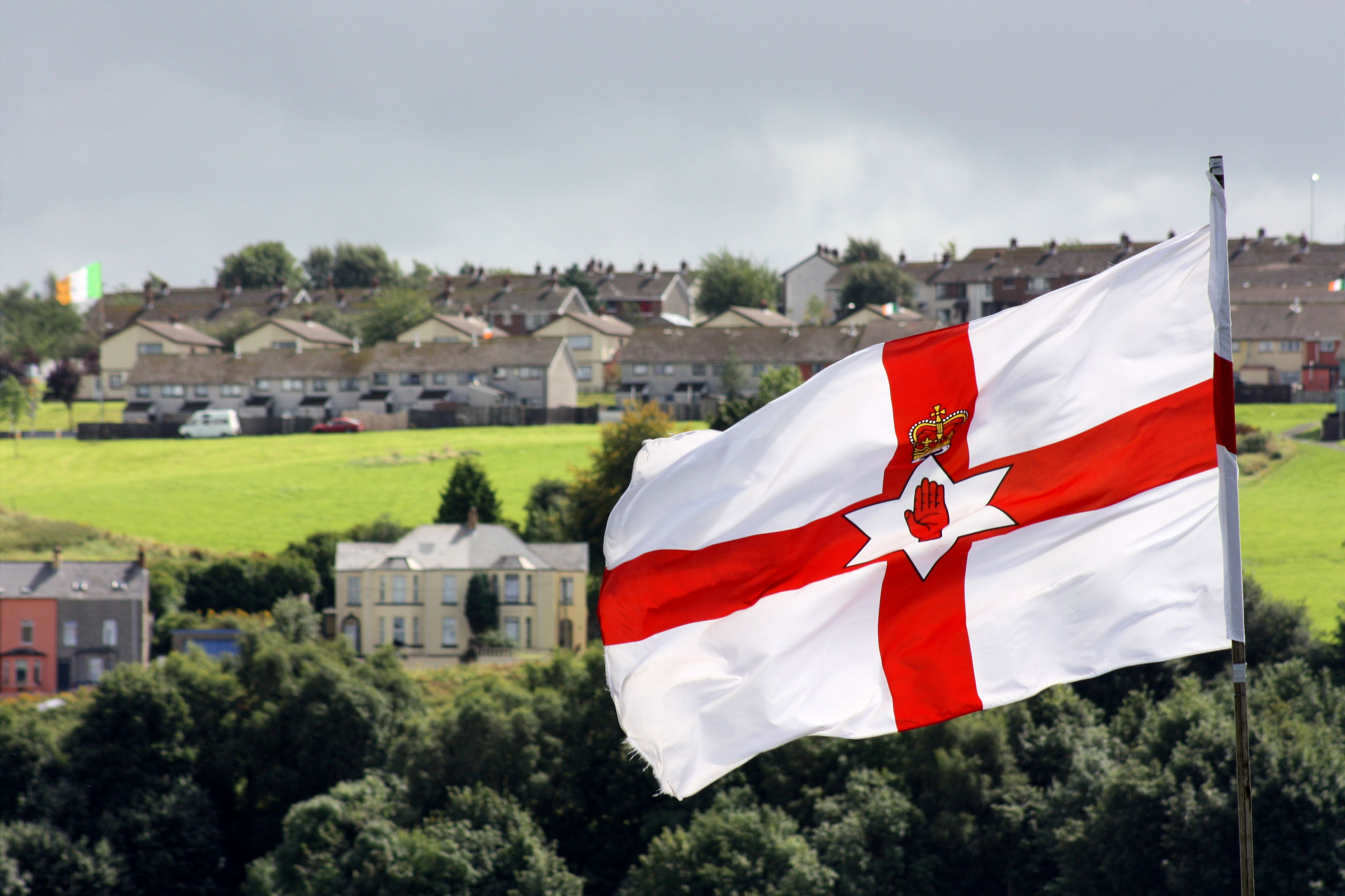
علم بروتستانت أولستر الإتحاديين والموالين للتاج البريطاني. ارتبط العلم تاريخيًا مع أيرلندا تحت الحكم البريطاني، والتي تجلت في الهيمنة البروتستانتية على المجالات السياسيَّة والاقتصادية والاجتماعية.

بعد ثورة 1688 والإستيطان الذي تلاها شهد الصراع في أيرلندا تطييفاً مع تأسس التفوق البروتستانتي. مع هذا الاحتلال عملت بريطانيا على تغيير التركيبة الديمغرافية، فبدأت في جلب مزيد من البروتستانت البريطانيين وركزت في شمال جزيرة أيرلندا، ولعبت الانقسامات بين الكاثوليك والبروتستانت الأيرلنديين دورًا رئيسيًا في تاريخ أيرلندا من القرن السادس عشر (وخاصًة مع حركة الإصلاح في أيرلندا) إلى القرن العشرين (وخاصًة خلال فترة الاضطرابات). خلفيات الصراع كانت دينية وقومية إذ رأت الأغلبية الأيرلندية الكاثوليكية نفسها كهوية مستقلة عن بريطانيا، وبالتالي تم استبعادهم عن السلطة، على الرغم من انخراط العديد من البروتستانت في التمرد ضد الحكم البريطاني. وحرم الكاثوليك من حقوقهم السياسيَّة والمدنيَّة كافة تقريباً، وكانت القوانين الجنائية معنية بالسيطرة على المقاومة الأيرلندية أكثر من تأسيس دولة بروتستانتية أيرلنديَّة. يمُكن القول إنَّ جدور الطائفية في أيرلندا إلى تأسيس الدولة كنيسة رسميَّة إيرلنديَّة على غرار الكنيسة الأنجليكانيَّة.
هيمن البروتستانت على المجالات السياسيَّة والاقتصادية والاجتماعية، وإحتلت الأسر الأنجليكانية منذ القرن السابع عشر وحتى القرن العشرين مراكز سياسية مرموقة وأصبحت عماد الطبقة الارستقراطية والبرجوازية والنخبة السياسيَّة، وأنتمت الغالبية العظمى من الأسر البروتستانتية عرقيًا إلى الأنجلو-أيرلنديين. وشكل أتباع كنيسة أيرلندا الأنجليكانيَّة الطبقة الحاكمة والنخبة المثقفة فأسسوا جامعة دبلن واحتكروا دخول المؤسسات التعليمية والجامعيَّة الراقيَّة. ومنذ مطلع القرن العشرين ملك وأحتكر البروتستانت الأنجليكان العديد من الشركات الكبرى في أيرلندا، مثل شركة بسكويت يعقوب، وسلسلة فنادق بيلوي، وشركة بيميش وكروفورد، وويسكي جيمسون، وكيماويات غولدنغ، وصحيفة التايمز الأيرلندية، والسكك الحديدية الأيرلندية، ومصنع الجعة جينيس. كما سيطر الأنجليكان أيضًا على الشركات الماليَّة الكبرى مثل شركة غودباي وبنك وبورصة أيرلندا. وعلى الرغم من كون الكاثوليك هم الغالبية العظمى من سكان أيرلندا، الا أنهم عانوا من التمييز جراء الامتيازات التي حصل عليها البروتستانت الأنجليكان. وأدت الفجوة الاقتصادية - الاجتماعية بين الكاثوليك والبروتستانت إلى أن تكون أحد أسباب الصراع بينهم في أيرلندا الشمالية.
بدأت الأزمة في التكون وبلغت أشدها عندما أعلن الأيرلنديون دولتهم المستقلة في 1916، إلا أن الجيش البريطاني أخمد التمرد، وتأسس الجيش الجمهوري الأيرلندي مع نهاية الحرب العالمية الأولى ووضع هدفه الرئيسي الانفصال عن بريطانيا، الأمر الذي قاد البرلمان البريطاني إلى تشريع برلمانين وحكومتين محليتين واحدة في الجنوب والأخرى في شمال الجزيرة. لكن استمرار المقاومة الأيرلندية فرض على بريطانيا عام 1921 منح 26 محافظة استقلالها ضمن منظومة الكومونولث، حيث استمر هذا الوضع حتى العام 1949 بموافقة بريطانيا على تأسيس جمهورية أيرلندا المستقلة. بيد أن المقاطعات الست الشمالية، وبحكم الأغلبية البروتستانتية التي صنعتها بريطانيا بتجنيس البريطانيين فيها، فقد صوتت لصالح البقاء كجزء من التاج البريطاني، وظلت تنتخب 12 ممثلا لها في البرلمان البريطاني حتى العام 1972.
أصل الأزمة هو استفحال التمييز في التعليم والتطبيب والعمل ضد الأقلية الكاثوليكية، حيث تعتبر الأزمة في أيرلندا الشمالية أزمة مركبة بين السياسي والعرقي والطائفي. صيغ برلمان أيرلندا الشمالية صيغ بشكل يخدم البروتستانت ويحجم من دور الكاثوليك، حيث يتشكل من 42 عضواً، منهم 36 عضوا من البروتستانت الموالين لبريطانيا، وستة من الكاثوليك. وهذا الأمر يعكس حجم التمييز الذي يبدو أشهر علاماته شارع فولس وشارع شنكل، يعتبر الأول ممثلا للكاثوليك والآخر للبروتستانت، بسبب الغالبية الساحقة التي تسكنه. وكانت الأحزاب تتبنى الفجوة الاجتماعية والسياسة تتبنى «العرقية» لضمان استدامة الغالبية البروتستانتية في ايرلندا الشمالية، وكانت المحسوبية هي المعيار في الحكومة المحلية والشرطة والتعليم والعمل والإسكان، مما تسببت في غضب الكاثوليك وتظاهرهم لطلب كامل حقوقهم المدنية والاجتماعية ابتداءاً من عام 1966.

### الاضطرابات

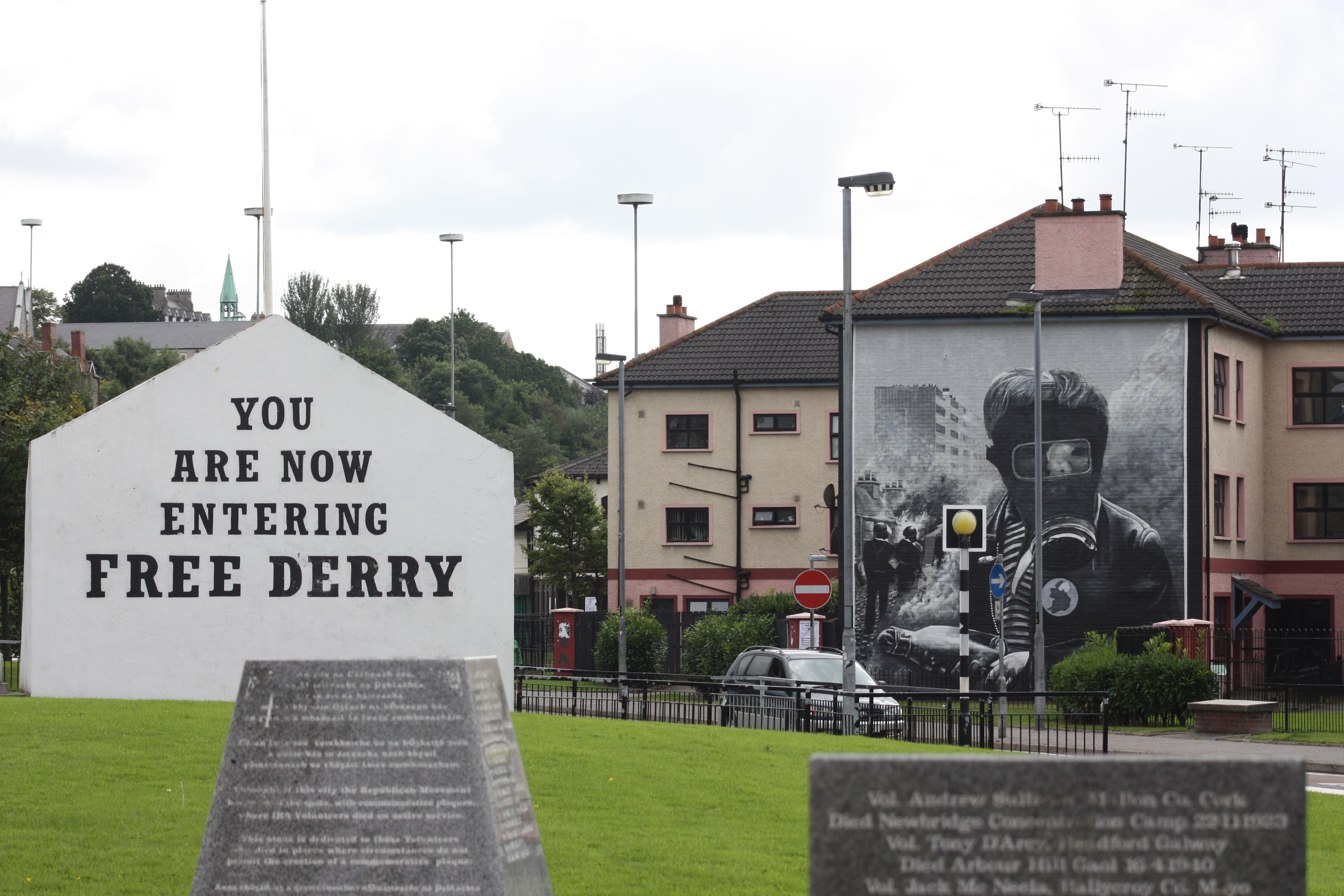
جدارية الحقوق المدنية في مدينة ديري، والتي تنادي بمواجهة التمييز الطائفي.

ظلت إيرلندا الشمالية لسنوات عديدة موضع صراع عنيف ومرير بين الإيرلنديين الكاثوليك المنادين في الاستقلال والانضمام إلى جمهورية أيرلندا والاتحاديين الموالين للتاج البريطاني الذين يعتبرون أنفسهم بريطانيين وهم من البروتستانت في الغالب، واتخذ هذا الصراع أشكالاً عديدة منها ما كان موسمياً يظهر في فترات الاحتفال بالأعياد الدينية الخاصة بالكاثوليك والبروتستانت.
في أواخر العام 1960 أخذت رابطة الحقوق المدنية على عاتقها مواجهة التمييز الطائفي، لتبدأ المظاهرات في بعض المدن ثم تصل في نهاية المطاف إلى العاصمة بلفاست في العام 1968، ليأخذ النزاع يأخذ منحىً أكثر عنفًا تمثل في تشكيل مجموعات قتالية، وتأسيس مليشيات مسلحة مارست التفجيرات والاغتيالات، في يوم الأحد من الثلاثين من يناير عام 1972 مذبحة دامية في ديري سميت باسم الأحد الدامي، حيث قتل فيه 14 شخص من المدنيين العزل ضمن حشد من المتظاهرين كانوا يتظاهرون ضد قانون الاعتقال الاحترازي الذي قررت السلطات البريطانية تطبيقه على الناشطين الآيرلنديين، دون تمييز بين متهم أو بريء. والذي حدث هو أن قوات المشاة من الجيش البريطاني فتحت النار على المتظاهرين وأردت 14 مواطنا أعزل ومن بينهم فتيان صغار. وأشعلت تلك الحادثة الوضع المتوتر في أيرلندا الشمالية.
وقد قُتل في الفترة من (1969–1993) قرابة 3,254 شخصًا، وجُرح 47 ألفًا، وسُجل حوالى 10 آلاف هجوم بالقنابل، و37 ألف حالة إطلاق رصاص، و22 ألف حالة سطو مسلح، إضافة إلى أكثر من 2000 حالة استخدام لمواد حارقة ضد الأشخاص. ويعود الصراع لدوافع سياسية عرقية والتي استمرت إلى أكثر من 25 سنة. أدت الاضطرابات إلى ردود فعل كبيرة على المستوى المحلي والدولي. وفي العام 1983 بدأت رئيسة وزراء بريطانيا مارجريت تاتشر بتغيير سياستها الحديدية تجاه أيرلندا، وتم التوقيع مع حكومة دبلن على اتفاقية تتحدث عن أيرلندا الشمالية ومستقبلها واستعداد بريطانيا تقديم الدعم التشريعي اللازم لها. ويبدو أن هذه التفاهمات هي التي أسست إلى اتفاق الجمعة الحزينة في 1997، التي وضعت الأسس واللبنات الأولى للسلام البارد أو السلبي.

### عملية السلام
بعد قرابة ثلاثة عقود من الحرب الأهلية، نجحت أيرلندا الشمالية في تجاوز الاقتتال الأهلي وتم توقيع اتفاقية الجمعة الحزينة سنة 1998 لإحلال السلام بين كل الأطراف المتنازعة، وعلى رأسها بريطانيا وجمهورية أيرلندا والأحزاب والمجموعات المسلحة في إيرلندا الشمالية برعاية الولايات المتحدة. ووضعت الإتفافية حدًا للصراع الذي استمر إلى أكثر من 25 سنة.

## الثقافة
يشترك الكاثوليك في أيرلندا الشمالية في ثقافة أيرلندا في حين تتشابه الثقافة البروتستانتية في البلاد مع ثقافة المملكة المتحدة. وقد قامت كنيسة أيرلندا الأنجليكانية بطباعة ونشر الكتاب المقدس لأول مرة باللغة الأيرلندية. بدأت الترجمة الأيرلندية الأولى للعهد الجديد من قبل نيكولاس والش أسقف أوسوري، والذي عمل على الترجمة حتى وفاته عام 1585. واستكمل العمل جون كيرني، مساعده، والدكتور نحميا دونيلان رئيس أساقفة توام. تم الانتهاء من ترجمة العهد الجديد أخيرًا بواسطة وليام أودومنويل. وطُبع عملهم عام 1602. وقام بعمل ترجمة العهد القديم الدكتور ويليام بيدل (1571-1642)، والذي كان أسقف كيلمور، وأكمل ترجمته في عهد تشارلز الأول ملك إنجلترا على الرغم من عدم نشرها حتى عام 1680 في نسخة منقحة من قبل الدكتور نارسس مارش (1638-1713) رئيس أساقفة دبلن. وقام بيدل أيضًا بترجمة كتاب الصلاة المشتركة عام 1606. قام جون ريتشاردسون (1664-1747) بترجمة أيرلندية لكتاب الصلاة المنقح لعام 1662 ونشرت عام 1712.
المسيرات أو المواكب هي سمة بارزة في مجتمع أيرلندا الشمالية، بالمقارنة مع باقي المناطق الإيرلندية أو في بريطانيا. وتُقام معظم هذه المسيرات أو المواكب من قبل الأخويات البروتستانتية مثل «نظام أورانج» و«ولاء أولستر». في كل صيف، خلال «موسم المسيرة»، تقوم هذه المجموعات بمئات المسيرات، وتُزين الشوارع بالأعلام البريطانية، والأقواس المصنوعة خصيصًا من الرايات، والنيران الشاهقة الخفيفة. أكبر المسيرات تقام في 12 يوليو، وغالبًا ما يكون هناك توتر عندما تتم هذه الأنشطة بالقرب من الأحياء الكاثوليكية، مما يؤدي أحيانًا إلى العنف. ومنذ نهاية المشاكل، شهدت أيرلندا الشمالية أعدادًا متزايدة من السياح، ومنذ عام 1987، سُمح بفتح الحانات العامة أيام الأحد، على الرغم من بعض المعارضة من قبل بعض البروتستانت المتشددين.

### الأخويات

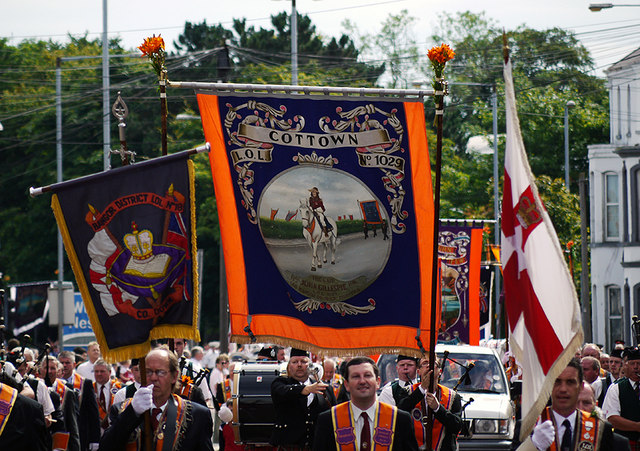
مسيرة لنظام أورانج البروتستانتي في أولستر.

نظام أورانج هو نظام أخوي بروتستانتي مقره في أيرلندا الشمالية ويرتبط بشكل أساسي ببروتستانت أولستر. كما أن لديها نزل في إنجلترا واسكتلندا وجمهورية أيرلندا، وكذلك في أجزاء من الكومنولث البريطاني والولايات المتحدة. تأسس نظام أورانج على يد بروتستانت أولستر في مقاطعة أرما في عام 1795، خلال فترة الصراع الطائفي البروتستانتي والكاثوليكي ، كأخوية على الطراز الماسوني أقسمت على الحفاظ على الهيمنة البروتستانتية في أيرلندا. يعود اسمها كتكريم للملك البروتستانتي الهولندي المولد ويليام أورانج، الذي هزم الملك الكاثوليكي جيمس الثاني في الحرب الوليمية في إيرلندا (1688–1691). تُشتهر هذه المنظمة بمسيراتها السنوية، والتي تقام أكبرها في 12 يوليو أو حوالي ذلك التاريخ، وهي عطلة عامة في أيرلندا الشمالية.
ولاء أولستر هو أحد فروع اتحاد أولستر المرتبط بالطبقة العاملة البروتستانتية في أولستر في أيرلندا الشمالية. مثل معظم الوحدويون، يدعم الموالون استمرار وجود أيرلندا الشمالية داخل المملكة المتحدة، ويُعارضون أيرلندا الموحدة. على عكس اتجاهات الوحدة الأخرى، تم وصف الولاء على أنه قومية إثنية لبروتستانت أولستر و«اختلاف في القومية البريطانية». وغالبًا ما يُقال إن الموالين يتمتعون بالولاء المشروط للدولة البريطانية طالما أنها تدافع عن مصالحهم. وإنهم يرون أنفسهم مخلصين في المقام الأول للنظام الملكي البريطاني البروتستانتي بدلاً من الحكومات والمؤسسات البريطانية، بينما جادل جاريت فيتزجيرالد بأنهم موالون لـ «أولستر» على «الاتحاد». دعت أقلية صغيرة من الموالين لدولة أولستر البروتستانتية المستقلة، معتقدين أنهم لا يستطيعون الاعتماد على الحكومات البريطانية لدعمهم، وعادةً ما يرتبط مصطلح «الولاء» بالنزعة شبه العسكرية. وظهر ولاء أولستر في أواخر القرن التاسع عشر، كرد فعل على حركة الحكم الذاتي الأيرلندي وصعود القومية الأيرلندية. على الرغم من أن أيرلندا كان لديها أغلبية كاثوليكية تريد الحكم الذاتي، إلا أن مقاطعة أولستر كانت تتمتع بأغلبية بروتستانتية واتحادية، ويرجع ذلك إلى حد كبير إلى استعمار القرن السابع عشر.

### كرة القدم الأحد
كان إحباط الاستجمام خلال يوم الأحد أو السبت المسيحي، سمة من سمات العبادة التطهيرية السبتية في القرن السابع عشر، والتي أثرت على قانون الاحتفال بيوم الأحد رقم 1695 الذي أقره البرلمان الأيرلندي، والذي جعل المشاركة في الرياضة يوم الأحد أمرًا غير قانوني. في القرن التاسع عشر كان البروتستانت وسكان المناطق الحضرية يمُيلون إلى مراعاة يوم السبت بشكل أكثر صرامة من المناطق الريفية والرومان الكاثوليك، حيث شجعت الثقافة الكاثوليكية على الاستجمام والراحة في يوم الأحد. سهلت قوانين المصانع استجمام الطبقة العاملة بعد ظهر يوم السبت، بينما عمل عمال المزارع طوال يوم السبت. كان اتحاد أيرلندا الشمالية لكرة القدم لعقود بعد تأسيسه عام 1880 أقوى ما يكون حول بلفاست الصناعية، وكان العديد من أعضاء الأندية الرياضية لكرة القدم من العمال البروتستانت.
تٌعد مسألة اللعب كرة القدم يوم الأحد مسألة مثيرة للجدل في أيرلندا الشمالية، حتى عام 2008 قام الاتحاد الأيرلندي لكرة القدم تحت المادة 27، بحظر على الأندية التابعة لها من لعب مباريات كرة القدم في يوم الأحد. جاء الحظر في البداية لمراعاة الأغلبية المسيحية البروتستانتية في أيرلندا الشمالية بسبب الالترام الديني وأعتبار يوم الأحد يوم راحة، ولكن أيضًا كوسيلة لمحاربة التعديات المتصورة على ثقافتهم من قبل الكاثوليك. ومنذ إلغاء الحظر، بدأت الفرق لعب المباريات في يوم الأحد إذا كان لديهم اتفاق متبادل، على الرغم من أن بعض الفرق مثل نادي لينفيلد لديها قواعد ضد لعب المباريات في يوم الأحد.
وكان منتخب أيرلندا الشمالية لكرة القدم يقوم بإتباع سياسة عدم اللعب يوم الأحد. وتم تعديل هذه السياسة في وقت لاحق للسماح لأيرلندا الشمالية للعب يوم الأحد بعيدًا عن المنزل قبل أن يتم تعليقها بشكل غير رسمي بسبب التغيرات في قواعد الاتحاد الأوروبي لكرة القدم بشأن مواعيد اللعب لتصفيات المسابقة الدولية. يوم 29 مارس عام 2015، لعبت المنتخب الوطني أول مباراة في يوم الأحد ضد فنلندا.

### الهوية

#### الهوية البروتستانيتة

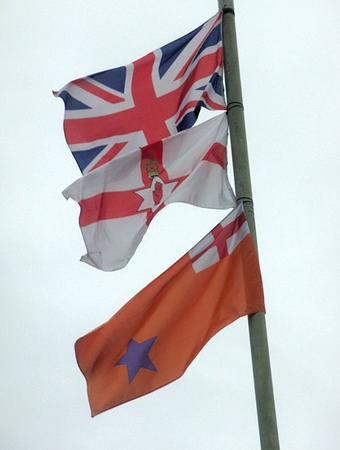
علم المملكة المتحدة وراية أولستر ونظام أورانج البروتستانتي: تمثل الهوية البروتستاتنية في أيرلندا الشمالية.

كانت للهوية البروتستانتية في أيرلندا الشمالية سمات سياسيَّة متعلقة بالملكية الإنجليزية والتي تداخلت مع العداء للكاثوليكيَّة. وكان قد مُنع الزواج المختلط في بريطانيا في القرن السابع عشر، وبدأت عملية العزل والإنعزال، وأصبح الإنتماء الطائفي أهم من الإنتماء الإثنيّ. بعد تطور الحركة القومية الكاثوليكية الأيرلندية بدأ بروتستانت أولستر يرون في انفصالهم عن جنوب أيرلندا هو الحلّ الوحيد بما أنهم أكثرية في الشمال الشرقي من هذا البلد. وقاد الإستقطاب بين الشمال الشرقي والجنوب إلى تقسيم البرلمان البريطاني في أيرلندا عام 1920، وتمأسست الطائفية في أيرلندا الشماليَّة من عام 1921؛ لينفجر العنف من جديد في عام 1969. كان صراعاً وطنياً اتخذ شكلاً طائفياً لأن الإنتماء الوطني الأصلي لسكان أيرلندا كان كاثوليكياً، مقابل المحتل الإنجليزي البروتستانتي.
سادت التعريف الذاتي بين البروتستانت في أيرلندا الشماليَّة، على أنهم بريطانيون أولاً، سواء كان هذا يعني أنهم جزء من رابطة المملكة المتحدة مع بريطانيا أم أنهم يشعرون فعلاً بأنهم بريطانيون، كتعبير قومي جمعي عن هجرات إنجليزية وإسكتلندية. وتطلع البروتستانت إلى تبقى أيرلندا الشمالية جزءاً من بريطانيا كي لا يتحولوا إلى أقليَّة في أيرلندا الموحدّة. ورُسمت الحدود بين البلدين نتيجة للمقاومة التي أبداها البروتستانت في شمال أيرلندا، ومُنح الجنوب أقساماً من منطقة أولستر للحفاظ على أغلبية بروتستانتية في شمال أيرلندا.
لم تكن الهوية الوطنية البروتستانتية محددة واضحة المعالم بسبب تداخل هوية البروتستانت الأيرلنديين بوصفهم «أيرلنديون» و«بريطانيون» وأبناء مقاطعة أولستر. وكان محدد الهوية الأساسي سلبياً تجاه من «هم» أو «الآخر»، كونهم ليسوا كاثوليكياً. منذ عقد 1970 أصبحت هويتهم البريطانية أكثر وضوحاً. وبما أنَّ الأغلبية البروتستانتية كبيرة نسبياً، فقد هيمنت أغلبية بروتستانتية ثابتة على برلمان أيرلندا الشماليَّة. وفي ما عدا بعض البلديات التي سيطر عليها الكاثوليك، سادت الأغلبية البروتستانتية في معظم المؤسسات المهمة في أيرلندا الشماليّة. كان الإنقسام إلى جماعتين، أكثرية ثابتة وأقلية ثابتة، من عوامل تعويق البنى الديموقراطية.
إن كنيسة أيرلندا بوصفها جزءاً من الكنيسة الأنجليكانية عامةً هي أقرب للكاثوليكية منها إلى الفرق البروتستانتية مثل المشيخية والميثودية والكنيسة المعمدانية وغيرها، ومع ذلك فإنها جميعاً باتت تمثل معسكراً بروتستانتياً في مقابل الكاثوليكية. وأصبحت هويات «شبه إثنية» لا علاقة لتحديدها بتفاصيل المذاهب والفوارق بينها. وأصبحت الهوية البروتستانتية هوية إثنية مستقلة عن الدين والمذهب والإعتقاد.
أشارت العديد من الدراسات والمسوحات التي أجريت بين عام 1971 وعام 2006 إلى أن معظم البروتستانت في أيرلندا الشمالية بشكل عام يعتبرون أنفسهم في الأساس بريطانيين. ومع ذلك، لا يأخذ هذا في الحسبان الهويات المعقدة داخل أيرلندا الشمالية، نظرًا لأن العديد من السكان يعتبرون أنفسهم «أولستر» أو «أيرلنديين شماليين»، إما كهوية أساسية أو ثانوية. قال 83.1% من البروتستانت في أيرلندا الشمالية على أنهم «بريطانيون» أو مع يرتبطون مع عرقية بريطانية (الإنجليزية أو الاسكتلندية أو الويلزية) في تعداد 2011، في حين قال 3.9% فقط على أنهم «أيرلنديون». وجد استطلاع عام 2008 أن 57% من البروتستانت وصفوا أنفسهم بأنهم بريطانيون، بينما قال 32% أنهم إيرلنديون شماليون، وقال 6% أنهم بروتستانت أولستر وقال 4% أنهم أيرلنديين. بالمقارنة مع مسح مماثل أجري في عام 1998، يظهر هذا انخفاضًا في النسبة المئوية للبروتستانت الذين قالوا أنهم بريطانيون وأولستر وزيادة في أولئك الذين عرفواأنفسهم على أنهم أيرلنديون شماليون.